# Teofisto Guingona sr.
Teofisto Guingona sr. (Nabalas, 20 september 1883 - 11 april 1963) was een Filipijns advocaat, rechter, bestuurder en politicus. 

## Biografie
Teofista Guingona sr. werd geboren op 20 september 1883 in Nabalas, tegenwoordig barangay Navalas in Buenavista op het eiland Guimaras, dat toen nog in de Filipijnse provincie Iloilo was gelegen. Hij is een zoon van Vicente Guingona en Francisca Zamora. Gedurende de laatste jaren van het Spaans-koloniale bewind diende Guingona als officier van een groep vrijwilligers in zijn geboortedorp. Tijdens de Filipijnse revolutie was hij 1e luitenant aan Spaanse zijde en delegado de policia in Nabala. Na de machtsovername door de Verenigde Staten was Guingona eerst gemeentelijk thesaurier en later burgemeester van Nabalas. Vanaf 1900 volgde hij een nautische opleiding. In 1903 begon Guingona aan een rechtenstudie. na de voltooiing hiervan slaagde hij in 1907 voor het toelatingsexamen van de Filipijnse balie en begon hij een advocatenpraktijk in Iloilo en Negros Oriental.
Eind 1909 werd Guingona namens het 2e kiesdistrict van Negros Oriental gekozen in het Filipijns Huis van Afgevaardigden en in 1912 werd hij herkozen. In april 1914 nam hij ontslag na een benoeming tot gouverneur van de provincie Agusan. Deze functie bekleedde hij tot hij in 1917 werd aangesteld als secretaris en waarnemend gouverneur van het Departement voor Mindanao en Sulu, dat verantwoordelijk was voor het bestuur in het zuidelijke deel van de Filipijnen. Van 1920 tot 1921 was Guingona de eerste directeur van het Bureau of Non-Christian Tribes, dat het bestuur voor deze regio over had genomen. In 1921 werd Guingona benoemd tot senator van het 12e senaatsdistrict, dat van Mindanao en Sulu. In november 1923 diende Guingona zijn ontslag in als senator tijdens een politieke crisis waarbij de spanningen tussen de Amerikaanse gouverneur-generaal Leonard Wood en de Filipijnse leiders hoog opliepen. Directe aanleiding was het terugdraaien door Wood van een beslissing van de Filipijnse minister van binnenlandse zaken Jose Laurel om een Amerikaanse politieofficier uit zijn functie te zetten.
Na zijn termijn als senator was hij gedurende zeven jaar het hoofd van de juridische afdeling van Levy Hermanos Inc tot hij in 1930 werd benoemd tot rechter van een Court of First Instance. Een jaar daarna was hij werd hij opnieuw aangesteld als directeur van het Bureau of Non-Christian Tribes totdat deze instantie in 1935 werd opgeheven. Nadien was Guingona werkzaam als advocaat.
Guingona sr. overleed in 1963 op 79-jarige leeftijd. Hij was getrouwd met Josefa Tayko en kreeg met haar drie kinderen. Zijn enige zoon Teofisto Guingona jr. was van 2001 tot 2004 vicepresident van de Filipijnen. Daarnaast was hij onder meer senator en vervulde hij ministersposten in de kabinetten van Fidel Ramos en Gloria Macapagal-Arroyo. Kleinzoon Teofisto Guingona III werd in 2010 ook in de Senaat van de Filipijnen gekozen.